# ریباولدکویین

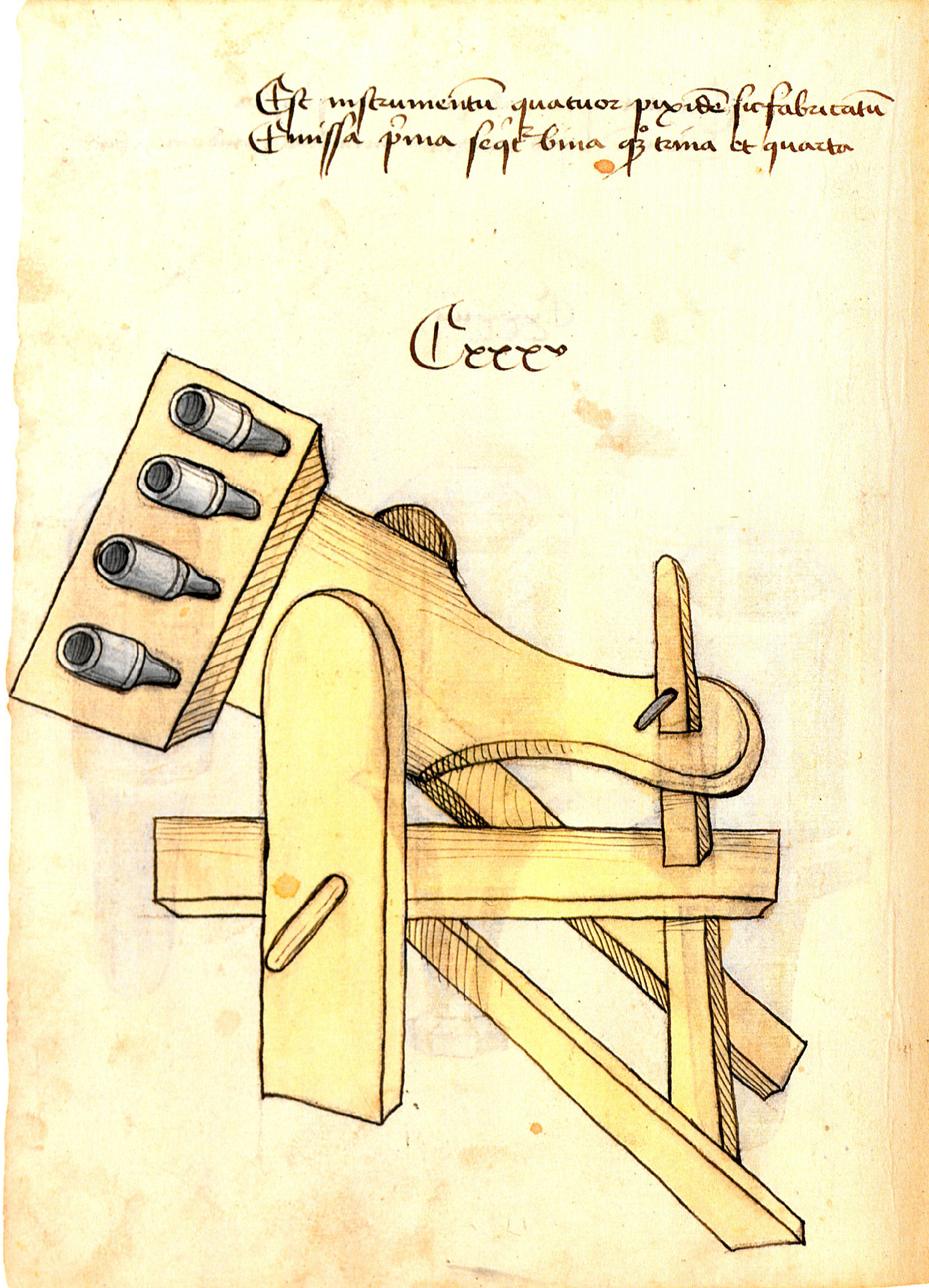
طرحی از ریباولدکویین در کتاب استحکامات جنگ (Bellifortis)اثر کنراد کایزر مهندس نظامی آلمانی

ریباولدکویین (به انگلیسی: Ribauldequin) مشهور به دستگاه دوزخی تفنگی بوده‌است متعلق به اواخر قرون وسطی که دارای تعداد زیادی لوله شلیک بوده و می‌توانسته گلوله‌هایی را به صورت همزمان یا متوالی شلیک کند. نخستین استفادهٔ ثبت شده از ریباولدکویین توسط ارتش ادوارد سوم شاه انگلستان و طی جنگ‌های ۱۰۰ سالهٔ انگلیس و فرانسه بوده‌است که به نظر می‌رسد هر کدام از این تفنگ‌ها با یکبار پر شدن توان پرتاب ۱۲ گلولهٔ آهنی را داشته‌اند.